# Pavla Kopecká
Pavla Kopecká provdaná Mudrochová (* 1. března 1974 Praha) pracovala do roku 2022 jako výkonná ředitelka APRA (Asociace Public Relations Agentur), bývalá mluvčí policejního prezidenta a vedoucí odboru Policejního prezídia České republiky.. Z pozice Account Directora v agentuře Lesensky.cz přešla do agentury Success Story, kde působí jako Chief Executive Officer.

## Vzdělání
Na Policejní akademii České republiky v Praze vystudovala v roce 2004 obor bezpečnostně právních studií a v roce 2005 obor policejního managementu a kriminalistiky.

## Profesní kariéra
Od roku 2000 se věnuje Public relations. V letech 2007 až 2008 se obsahově podílela na tvorbě pořadu TV Prima Krimi live a od roku 2008 vedla koordinačně a metodicky PR pro kriminální policii v celé České republice, včetně celorepublikových útvarů ÚOOZ, ÚOKFK, NPC, ÚZČ, ÚSČ, URNA atd. V rámci policie realizovala mediální tréninky pro vedení policie a byla také poradcem náměstka Ministra vnitra Viktora Čecha pro oblast PR. Od roku 2015 začala v public relations a produkci podnikat. Do roku 2022 byla výkonnou ředitelkou APRA (Asociace Public Relations Agentur), která sdružuje 19 českých a zahraničních PR agentur působících na českém trhu.  V roce 2023 nastoupila jako Account Director po boku Petra Lesenského v PR a marketingové agentuře Lesensky.cz.  Od května 2024 působí jako Chief Executive Officer v agentuře Success Story.
V roli manažerky vnějších vztahů pak v roce 2017 působila v obecně prospěšné společnosti Junior Achievement, kterou v roce 1992 založil Tomáš Baťa a v prosinci 2017 nastoupila do PR agentury Margetroid, kde se věnovala mediální komunikaci pro klienty zaměřené na právo a bezpečnost v oblasti IT nebo krizové komunikaci.
Je spoluautorem scénáře multimediálního projektu The Action New Generation, v rámci kterého se podílela na filmové a divadelní produkci a PR nebo autorem projektů Prevence proti kapesním krádežím či projektu Primární prevence kriminality pro Policii České republiky.
Ve volném čase se věnuje popovému zpěvu ve skupině Long Hairs, kde hostuje. Dále turistice a cestování.